# Dusičnan radnatý
Dusičnan radnatý je anorganická sloučenina s chemickým vzorcem Ra(NO3)2.

## Příprava
Dusičnan radnatý se vyrábí reakcí uhličitanu radnatého s kyselinou dusičnou:
RaCO3 + HNO3 → Ra(NO3)2 + CO2 + H2O

## Vlastnosti
Dusičnan radnatý je radioaktivní bílá pevná látka rozpustná ve vodě. Starší vzorky dusičnanu radnatého jsou žlutošedé. Při teplotě 280 °C se rozkládá na oxid radnatý.[zdroj?] V kyselině dusičné není dusičnan radnatý rozpustný, čímž jej lze oddělit od dusičnanů ostatních prvků. Dusičnan radnatý je méně rozpustný než dusičnan barnatý.